# Снігова дівчинка
«Снігова дівчинка» (ісп. La chica de nieve) — іспанський серіал 2023 року у жанрі трилеру та створений компанією Atípica Films. В головних ролях — Мілена Сміт, Хосе Коронадо, Айша Вільягран, Лорето Маулеон, Рауль Прієто, Сесілія Фрейре, Хуліан Вільягран, Марко Касерес.
Серіал вийшов на Netflix 27 січня 2023 року.
Режисер серіалу — Девід Ульоа, Лаура Альвеа.
Сценарист серіалу — Хесус Месас Сільва, Хав'єр Андрес Рог.
Серіал заснований на однойменному романі Хав'єра Кастільйо.
28 березня 2023 року Netflix продовжив «Снігову дівчинку» на другий сезон.

## Сюжет
Маленька Амая зникає під час святкового параду в Малазі. Молода журналістка вирішує будь-що допомогти батькам дівчинки в її пошуках.

## Актори та персонажі

### Головні
| Актор            | Роль                    |
| ---------------- | ----------------------- |
| Мілена Сміт      | Мірен Рохо              |
| Хосе Коронадо    | Едуардо                 |
| Айша Вільягран   | Белен Мілан             |
| Лорето Маулеон   | Ана Нуньєс              |
| Рауль Прієто     | Альваро Мартін Веласкес |
| Сесілія Фрейре   | Іріс Моліна Лопес       |
| Хуліан Вільягран | Сантьяго Вальєхо        |
| Марко Касерес    | Чапарро                 |

### Повторювані
| Актор             | Роль                                        |
| ----------------- | ------------------------------------------- |
| Тристан Ульоа     | Девід Луке                                  |
| Антоніо Дечент    | старший начальник поліції                   |
| Емма Санчес       | Амайя Мартін Нуньєс / Джулія Вальехо Моліна |
| Іраче Емпаран     | Амайя Мартін Нуньєс / Джулія Вальехо Моліна |
| Алехандро Вергара | Рауль                                       |

## Сезони
| Сезон | Епізоди | Епізоди | Оригінальний показ | Оригінальний показ | Оригінальний показ |
| Сезон | Епізоди | Епізоди | Перший показ       | Останній показ     | Мережа             |
| ----- | ------- | ------- | ------------------ | ------------------ | ------------------ |
| 1     | 6       | 6       | 27 січня 2023      | 27 січня 2023      | Netflix            |

## Список серій

### Сезон 1 (2023)
| № | # | Назва                   | Режисер      | Сценарист                             | Перший ефір у США |
| --- | - | ----------------------- | ------------ | ------------------------------------- | ----------------- |
| 1 | 1 | «Епізод 1» «Episodio 1» | Девід Ульоа  | Хесус Месас Сільва, Хав'єр Андрес Рог | 27 січня 2023     |
| Під час різдвяного параду в Малазі зникає п’ятирічна дівчинка Амая, і цей випадок привертає увагу Мірен, стажистки місцевої газети.                                  |   |                         |              |                                       |                   |
| 2 | 2 | «Епізод 2» «Episodio 2» | Девід Ульоа  | Хесус Месас Сільва, Хав'єр Андрес Рог | 27 січня 2023     |
| У 2016 році, за шість років після зникнення Амаї, загадкове відео спричиняє повторне відкриття справи. У 2010 році поліція підозрювала друга сім’ї з темним минулим. |   |                         |              |                                       |                   |
| 3 | 3 | «Епізод 3» «Episodio 3» | Лаура Альвеа | Хесус Месас Сільва, Хав'єр Андрес Рог | 27 січня 2023     |
| Мірен укладає угоду з Міллан, а згодом «Діаріо Сур» публікує відео з Амаєю. Унаслідок цього з’являється багато нових зачіпок і потенційній підозрюваний.             |   |                         |              |                                       |                   |
| 4 | 4 | «Епізод 4» «Episodio 4» | Лаура Альвеа | Хесус Месас Сільва, Хав'єр Андрес Рог | 27 січня 2023     |
| Джеймс Фостер повідомляє Мірен тривожну інформацію, яка виводить її на новий слід. У 2019 році з’являється ще одне відео, що змушує Ану боятися найгіршого.          |   |                         |              |                                       |                   |
| 5 | 5 | «Епізод 5» «Episodio 5» | Девід Ульоа  | Хесус Месас Сільва, Хав'єр Андрес Рог | 27 січня 2023     |
| Останні дев’ять років виглядають зовсім інакше з позиції викрадачів Амаї. Коли пошуки набирають обертів, вони поринають у відчай.                                    |   |                         |              |                                       |                   |
| 6 | 6 | «Епізод 6» «Episodio 6» | Девід Ульоа  | Хесус Месас Сільва, Хав'єр Андрес Рог | 27 січня 2023     |
| Мірен сама підпадає під підозри, але відмовляється припинити пошуки Амаї, навіть попри те, що наражає себе на серйозну небезпеку.                                    |   |                         |              |                                       |                   |